# Hey Puthong
 (octobre 2010).
Hey Puthong (E Phou Thang en cambodgien) est né le 14 octobre 1975 à Koh Kong et est ancien champion de Kun Khmer (boxe khmère). 

## Biographie
Il est né d'une mère thaïlandaise et d'un père boxeur. Il est marié et père de deux enfants, sous-officier de l'armée de terre, sous statut d’athlète de haut niveau et donc salarié par l'État. Il a dominé le Kun Khmer pendant plus de quinze ans. 
Il est entraîné par son père dès 7 ans à Koh Kong, son lieu de naissance. Un entraîneur chevronné reprend la conduite de son entraînement à Prey Veng, dans le club du chef de province, pendant 5 ans. Arrivé à Phnom Penh, il reçoit les enseignements du Kru Cheut Sarem et du Kru khat Peum. 

## Catégorie
Boxeur de 1,80 m, il a longtemps évolué entre 65 et 70 kg avant de passer en -81 kg et à 90 kg en fin de carrière. Ses techniques préférées : le « coup de genou sauté » (Tchong Kong Ha), les coudes et son middle kick droit, grâce auxquels il a gagné nombre de ses combats.

## Palmarès sportif
Son palmarès est de 11 défaites (dont une à Paris en Juin 2007 face à Aurélien Duarte ; puis au Cambodge en Mars 2008, en 5 matchs nuls, pour environ 215 combats.[réf. nécessaire] .
Parmi plus de 90 KO, le dernier a été obtenu au 1er round en décembre 2007 en Nouvelle-Zélande contre un adversaire américain.
Lorsqu’on lui demande de commenter ce résultat, il répond : « Je ne me souviens que des défaites et des matches nuls, pour le reste je ne compte plus depuis longtemps !»[réf. nécessaire]  Les journalistes sportifs, les officiels de la fédération cambodgienne le confirment : plus personne ne sait exactement combien de fois il a combattu. Les plus tenaces ont abandonné le décompte après 190 combats.[réf. nécessaire]

## Philosophie
Fortement influencé par les croyances traditionnelles khmères, Hey Puthong déclarait lors d'une interview pour le magazine spécialisé Karaté-Bushido : « trouver sa force grâce à un Lok Krou (maître) qui lui a appris à frapper avec une force surnaturelle»[réf. nécessaire]
Ses tatouages sur le torse et le dos représentent des divinités hindouistes. Sur les coudes et les genoux, des inscriptions en sanscrit sont destinées à le protéger et lui donner plus de force.
À une journaliste de la Radio khmère de Lyon, il déclare, lors de son passage à Paris en juin 2007, que lorsqu’il monte sur un ring, il ne sait pas trop s’il va gagner ou perdre. Mais où qu’il se trouve, il a toujours confiance en lui.
Presque tous les combats de Hey Puthong se sont déroulés lors de visites de ses adversaires au Cambodge.

## Combats à l'étranger
À l’étranger, il a boxé en Australie (match perdu aux points) ; à l'occasion de l’anniversaire du roi de Thaïlande à Bangkok (éliminé au 2nd tour aux points par le vainqueur thaïlandais du tournoi Suriya Prasathinpimai) ; à Paris en juin 2007 (battu aux points par Aurélien Duarte) et en Nouvelle-Zélande en décembre 2007 (vainqueur par KO au 1er round).
Retiré de la compétition, Hey Puthong est aujourd'hui entraîneur dans le camp qu'il possède à Phnom Penh. Ses apparitions publiques lors des galas de Kun Khmer au Cambodge, ou à l'étranger, témoignent de sa popularité.